# 새뮤얼 홉킨스

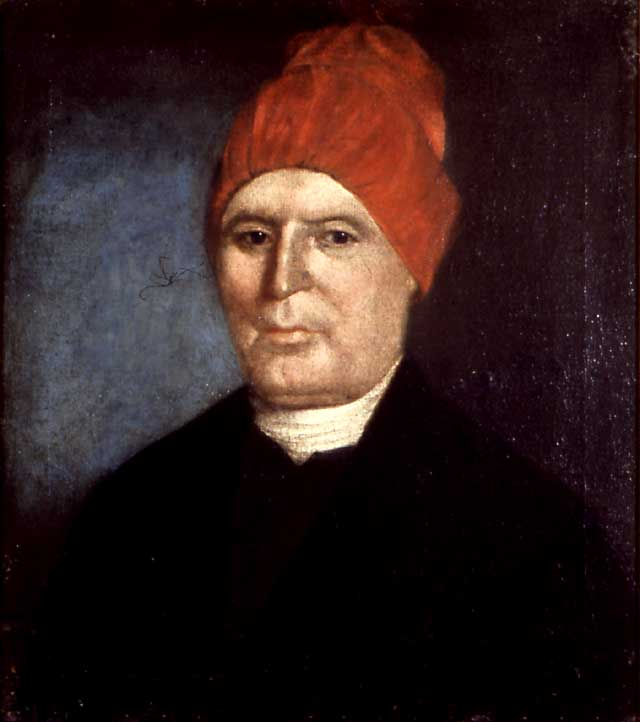
사무엘 홉킨스

새뮤얼 홉킨스(Samuel Hopkins, 1721년 9월 17일 - 1803년 12월 20일)는 미국의 회중주의 신학자였다. 후기 식민지시대의 회중 교회 신학자로는 처음으로  노예제 폐지를 주장했다.  그는 조나단 에드워즈를 이어 조셉 벨라미와 함께 홉킨스주의 신학을 만들었다. 이것은 신 신학(New Divinity) 또는 뉴잉글랜드 신학(New England Theology)으로도 불린다.  이 신학은 제2 영적 대각성의 기초신학이 되었고,  찰스 핫지의 비판을 받았다. 그는 에드워즈의 가장 유명한 후계자 겸 당대에 탁월한 미국신학자가 되었다.(마즈든 358쪽)
그는 최초로 조나단 에드워즈의 전기인 '고 조나단 에드워즈의 생애'를 출판했다. 그의 기록으로 인해 에드워즈에 대한 생전의 모습과 그의 가족에 대한 이야기를 우리는 들을 수 있다.  
해리엇 비쳐 스토우는 홉킨스를 주인공으로 하는 신학소설 '목사의 구혼 (The Minister's Wooing)'을 출판했다.

## 홉킨스 주의
홉킨스는 에드워즈가 강조한 '일반적인 존재들에 대한 사랑'을 '사심 없는 박애정신'( disinterested benevolence)' 이란 말로 고쳐서 말했다.  

## 저서
하나님의 간섭을 통하여 세상에 유익이 되는 죄 ( Sin, thro divine interposition, an Advantage to the Universe, 1759)
1. ↑  May, Henry F. (Henry Farnham), 1915-2012. (1976). 《The Enlightenment in America》. New York: Oxford University Press. ISBN 0-19-502018-9.
2. ↑  마즈든, 조지 ((2005 printing)). 《조나단 에드워즈의 평전》. 서울: 부흥과개혁사. 32쪽. ISBN 89-88614-81-X.